# Adelheid von Tübingen (um 1236)
Adelheid von Tübingen war eine Tochter des Pfalzgrafen Wilhelm von Tübingen. Ihr Vater verheiratete sie 1236 mit Kuno III. von Münzenberg. Zeuge der Heiratsurkunde war unter anderen Heynrikus de Kirchperc. Diese Urkunde dient den Geschichtsforschern als erste Nennung Kilchbergs. Weitere Zeugen waren Graf Eberhard von Württemberg, Advokat Berthold von Winzenstein, Volbert von Poltringen, der Gemeindepfarrer Walther von Waiblingen und andere.
Ihr Bräutigam bekam kurz vor seiner Hochzeit das im Besitz der Herrn von Münzenberg befindliche Babenhausen überwiesen.  Kuno III. von Münzenberg residierte 1239 in Königstein und war von 1240 bis 1244 camerarius. Er starb bereits 1244 ohne männliche Nachkommen, so dass die Linie beim Tod seines kinderlosen Bruders Ulrich II. von Münzenberg († 11. August 1255) als Letztem im Mannesstamm erlosch.